# Harminius
Harminius is een geslacht van kevers uit de familie  
kniptorren (Elateridae).
Het geslacht is voor het eerst wetenschappelijk beschreven in 1851 door Fairmaire.

## Soorten
Het geslacht omvat de volgende soorten:
- Harminius florentinus (Desbrochers des Loges, 1870)
- Harminius galloisi Miwa, 1928
- Harminius gigas (Reitter, 1890)
- Harminius kurotai Ôhira, 1997
- Harminius nihonicus Kishii, 1979
- Harminius nikkoensis Miwa, 1928
- Harminius singularis (Lewis, 1894)
- Harminius spiniger (Candèze, 1860)
- Harminius triundulatus (Mannerheim, 1853)